# Gregg Sulkin
Gregg Sulkin (London, 1992. május 29. –) brit színész.
Legismertebb alakítása Mason Greyback 2010 és 2012 között a Varázslók a Waverly helyből című sorozatban és a 2013-as A varázslók visszatérnek: Alex kontra Alex című filmben. A Runaways című sorozatban is szerepelt.

## Fiatalkora
Londonban született. Zsidó származású. Volt Bar-micvója és volt már a jeruzsálemi Siratófalnál. Az észak-londoni Highgate Schoolba járt.

## Pályafutása
Szerepelt a Sixty Six című filmben.   Szerepelt a Disney Channel Szól a csengő című sorozatában. A Varázslók a Waverly helyből című sorozata harmadik és a negyedik évadjában is szerepelt. Szerepelt A Nehézfiú című filmben. És a Disney Channel Avalon Gimi című filmjében. 2017 és 2019 között főszereplő volt a Hulu Runaways című sorozatában.

## Filmográfia

### Filmek
| Év   | Magyar cím                                 | Eredeti cím                        | Szerep                  | Magyar hang     |
| ---- | ------------------------------------------ | ---------------------------------- | ----------------------- | --------------- |
| 2024 | A 6888. zászlóalj                          | The Six Triple Eight               | Abram David             | Baráth István   |
| 2020 |                                            | This Is the Year                   | Kale                    |                 |
| 2020 |                                            | Deported                           | Lorne                   |                 |
| 2019 | Modern Hamupipőke: Karácsonyi kívánság     | A Cinderella Story: Christmas Wish | Dominic Wintergarden    |                 |
| 2018 |                                            | Status Update                      | Derek Lowe              |                 |
| 2017 |                                            | Drink, Slay, Love                  | Jadrien                 |                 |
| 2016 |                                            | Don't Hang Up                      | Sam Fuller              |                 |
| 2015 |                                            | Yak: The Giant King                | Flapper (hang)          |                 |
| 2015 |                                            | A Mouse Tale                       | a sötét rágcsáló (hang) |                 |
| 2015 |                                            | Anti-Social                        | Dee                     |                 |
| 2014 |                                            | Affluenza                          | Dylan Carson            |                 |
| 2014 |                                            | A Daughter's Nightmare             | Ben Woods               |                 |
| 2013 | A varázslók visszatérnek: Alex kontra Alex | The Wizards Return: Alex vs. Alex  | Mason Greyback          | Baráth István   |
| 2013 |                                            | Another Me                         | Drew                    |                 |
| 2012 | A bátyám árnyékában                        | White Frog                         | Randy Goldman           | Hamvas Dániel   |
| 2011 |                                            | Camilla Dickinson                  | Frank Rowan             |                 |
| 2010 | Avalon Gimi                                | Avalon High                        | William Wagner          | Markovics Tamás |
| 2009 | A Nehézfiú                                 | The Heavy                          | második tini            |                 |
| 2006 |                                            | Man on the Moon                    | Michael Aldrin          |                 |
| 2006 |                                            | Sixty Six                          | Bernie Rubens           |                 |

### Televíziós szerepek
| Év        | Magyar cím                  | Eredeti cím                   | Szerep            | Megjegyzések                               |
| --------- | --------------------------- | ----------------------------- | ----------------- | ------------------------------------------ |
| 2017–2019 | Runaways                    | Mind Runaways                 | Chase Stein       | főszereplő magyar hangja Baráth István     |
| 2016      |                             | Young & Hungry                | Rick              | 1 epizód                                   |
| 2016      | Családom, darabokban        | Life in Pieces                | Jake              | 1 epizód                                   |
| 2015      | Playback párbaj             | Lip Sync Battle               | önmaga            | 1 epizód                                   |
| 2014–2016 | Simlis spinék               | Faking It                     | Liam Booker       | főszereplő                                 |
| 2012      | Hazug csajok társasága      | Pretty Little Liars           | Wesley Fitzgerald | mellékszereplő                             |
| 2012      | Melissa & Joey              | Melissa & Joey                | Haskell Davis     | 3 epizód                                   |
| 2011      | A kísértetek órája          | The Haunting Hour: The Series | Matt              | 1 epizód                                   |
| 2010–2012 | Varázslók a Waverly helyből | Wizards of Waverly Place      | Mason Greyback    | mellékszereplő magyar hangok Baráth István |
| 2009      | Sarah Jane kalandjai        | The Sarah Jane Adventures     | Adam              | 2 epizód                                   |
| 2007–2008 | Szól a csengő               | As the Bell Rings             | JJ                | főszereplő                                 |
| 2002      | Doktor Zsivágó              | Doctor Zhivago                | Szerjózsa         | minisorozat                                |